# Helmuth James von Moltke
Helmuth James von Moltke, född 11 mars 1907 i Kreisau, provinsen Schlesien, död 23 januari 1945 i Plötzenseefängelset i Berlin genom avrättning, var en tysk greve, jurist och motståndsledare mot den nazityska diktaturen under andra världskriget. Han var brorsons sonson till den tyske fältmarskalken Helmuth von Moltke den äldre.

## Biografi

### Familj
Helmuth James von Moltke var medlem av den mecklenburgska adliga släkten Moltke. Han var son till den schlesiske godsägaren greve Helmuth von Moltke (1876–1939), en av medgrundarna till Christian Science i Tyskland, och brorsons sonson till den berömde tyske fältmarskalken Helmuth Karl Bernhard von Moltke (1800–1891). Han ärvde vid faderns död den grevliga familjens släktgods i Kreisau i Schlesien. Modern Dorothy var brittiskättad sydafrikanska och dotter till chefsdomaren i Sydafrikas högsta domstol, James Rose Innes. von Moltke gifte sig 1931 med Freya Deichmann (1911–2010), som han lärt känna i Österrike.

### Juristkarriär
von Moltke studerade, mot faderns önskan, juridik i Breslau, Wien och Berlin 1927–1929. I Berlin lärde han känna nationalekonomen Hermann Schwarzwald, som introducerade honom för många av tidens kända kulturprofiler, som Carl Zuckmayer, Egon Friedell, Bertolt Brecht och Helene Weigel. 1935 avstod han från att göra en karriär som domare, då han i så fall skulle varit tvungen att bli medlem i NSDAP, och verkade istället som advokat med Karl von Lewinski och därefter tillsammans med Paul Leverkuehn. Han företrädde bland annat judiska familjer som drabbats av "arisering" och tvångsförsäljning av egendom, till exempel den kända restauratörsfamiljen Kempinski. Genom sin expertis inom internationell folkrätt och privaträtt gjorde han ofta utlandsresor i tjänsten, och 1935–1938 genomgick han även en brittisk juristutbildning till barrister. Avsikten var att kunna verka som advokat i utlandet om familjen skulle tvingas utvandra.

### Andra världskriget
Efter andra världskrigets utbrott i september 1939 arbetade han på avdelningen för folkrätt inom den tyska underrättelsetjänsten Abwehr, under amiral Wilhelm Canaris. Hans arbetsuppgifter bestod av informationsinsamling för Wehrmacht av uppgifter från militärattachéer och utländska tidningar. Därutöver skulle han vara ansvarig för sambandsfrågor mellan Oberkommando der Wehrmacht (OKW) och Auswärtiges Amt och skriva yttranden i folkrättsliga frågor. von Moltke hoppades på att genom denna roll kunna påverka Wehrmachts agerande i humanitär riktning, och understöddes av sina överordnade, amiral Canaris och Hans Oster, som också var motståndare till Hitlers politik. Brittiska underrättelsedokument från denna tid, offentliggjorda först 2007, visar att Foreign Office var välunderättade om von Moltkes sympatier.
År 1940 bildades kring von Moltkes hem i Kreisau en grupp personer omkring von Moltke och Peter Yorck von Wartenburg, såväl konservativa och socialister som kristna, som planerade för ett nytt postnazistskt och demokratiskt Tyskland. Gruppen kallades därför Kreisaukretsen. von Moltke knöt kontakter med andra motståndssympatisörer och intog en drivande roll i Kreisaukretsen, där hans stora tillgång var att kunna samla representanter från skilda delar av det tyska samhället och få dem att kompromissa kring en gemensam programförklaring.
von Moltke greps 19 januari 1944i samband med utrensningarna mot motståndselement inom Abwehr. Kreisaukretsen förblev dock länge okänd för myndigheterna och avslöjades först efter 20 juli-attentatet mot Hitler. von Moltke dömdes under rättegångarna efter attentatet av Volksgerichtshof 11 januari 1945, till döden. Det kunde dock inte bevisas att von Moltke själv varit inblandad i kuppförsöket, även om flera andra medlemmar av kretsen efter von Moltkes arrestering blivit inblandade i kupplanerna. Domaren Roland Freisler motiverade dödsdomen med det faktum att Kreisaukretsen planerat för en förändring av det tyska samhället efter Hitler, vilket av Freisler ansågs vara högförräderi. von Moltke avrättades genom hängning i Plötzenseefängelset i Berlin 23 januari 1945. 
Hans änka, Freya von Moltke, utvandrade efter krigsslutet med barnen till Sydafrika och bosatte sig senare i USA. Även hon hade varit medlem av Kreisaugruppens diskussioner. Hon medverkade till att parets korrespondens från fängelsetiden publicerades, och var också aktiv i grundandet av den ideella stiftelsen vid parets tidigare hem i Kreisau. Hon avled 2010 i Norwich, Vermont.

### Fotnoter
1. 1 2  SNAC, SNAC Ark-ID: w6t519nm, läs online, läst: 9 oktober 2017.[källa från Wikidata]
2. 1 2  Brockhaus Enzyklopädie, Brockhaus Enzyklopädie-ID: moltke-helmuth-james, läst: 9 oktober 2017.[källa från Wikidata]
3. 1 2  Munzinger Personen, Munzinger person-ID: 00000002297, läst: 9 oktober 2017.[källa från Wikidata]
4. ↑  Gemeinsame Normdatei, läst: 2 april 2015.[källa från Wikidata]
5. ↑  Leo van de Pas, Genealogics, 2003, läs online och läs online.[källa från Wikidata]
6. ↑  Enligt Weimarrepublikens konstitution avskaffades alla adelstitlar i samband med att monarkin avskaffades 1918, och titlarna omvandlades istället till officiella delar av bärarnas namn. På tyska skrivs namnet ofta Helmuth James Graf von Moltke, där Graf markerar den historiska grevetiteln.
7. 1 2  Aretin / Neue Deutsche Biografie (1997)
8. ↑  Schlie, Ulrich: Die Briten und das Moltke-Dossier. Der Tagesspiegel, 4 januari 2009.
9. ↑  Friedemann Bedürftig, Tredje riket från uppgång till fall, Stockholm 2007, s 215
10. ↑  Bedürftig 2007, s 253